# Милковени (Олт)
Милковени (рум. Milcoveni) насеље је у Румунији у округу Олт у општини Корбу. Oпштина се налази на надморској висини од 149 m.

## Становништво
Према подацима из 2002. године у насељу је живело 554 становника, од којих су сви румунске националности.